# Excavation glaciaire

Zone d’excavation, cirque glaciaire

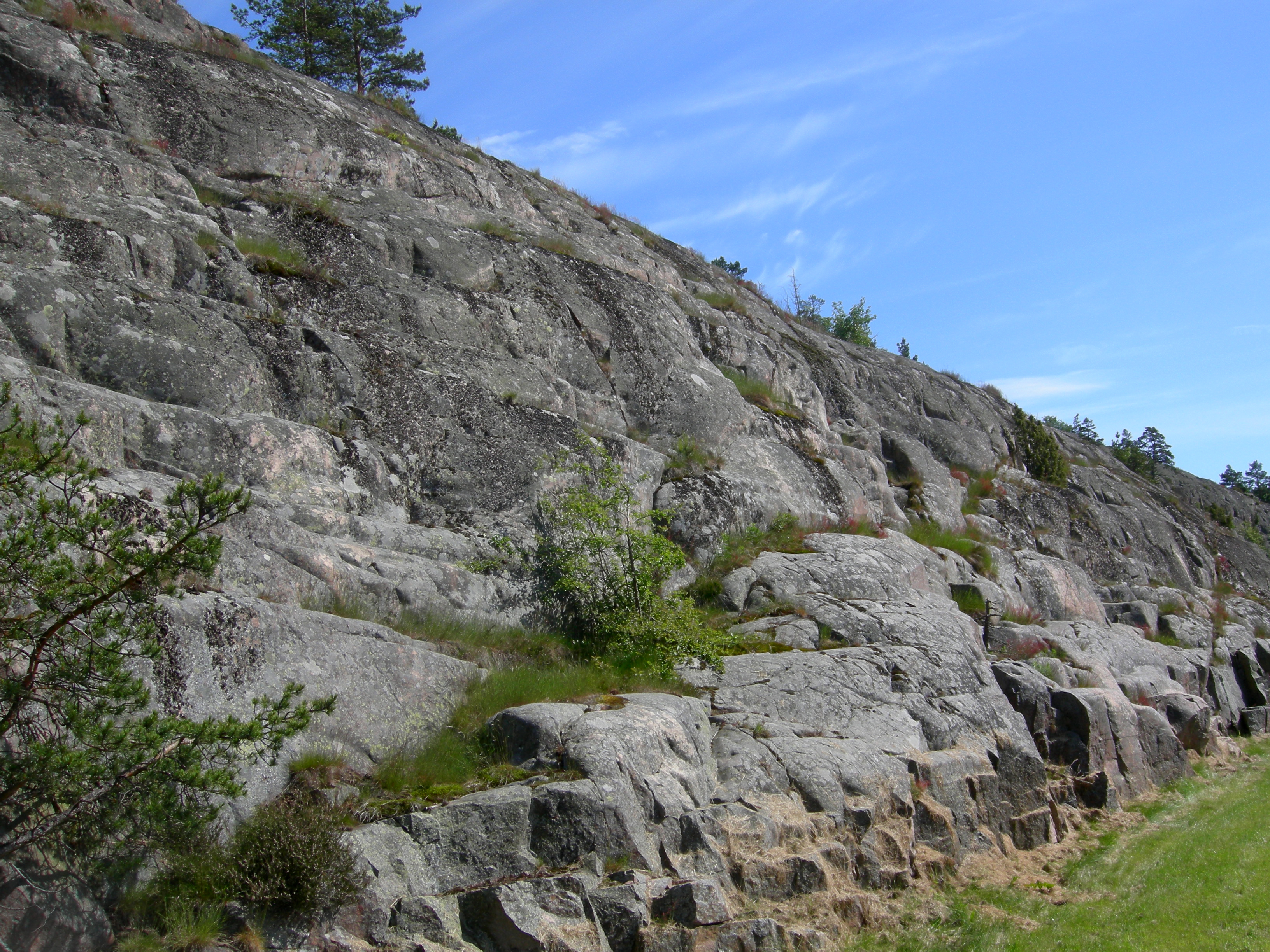
Roche granitique détachée du glacier près de Mariehamn,Åland.

Une excavation glaciaire est une conformation concave du sol abritant une partie d'un glacier. Elle se forme depuis une fracture préexistante du substrat rocheux et joue un rôle important dans son extension et la formation de nouvelles fractures d'où ne sont issus que de minimes fragments de matière, déplacés ensuite par le glacier, à la base duquel ils s’incorporent par l’effet de la congélation. Le phénomène est d’autant plus marqué que la roche présente d’importantes fractures qui permettent à l’eau de fusion de s’y infiltrer puis de la faire éclater sous l’effet du gel.
Quand le glacier se déplace dans la vallée, le contact de sa base sur le sol provoque la fonte de la surface en contact, agissant à la fois alors comme un lubrifiant et permettant ainsi à l’eau de fonte de s’infiltrer dans les failles du terrain rocheux ; recommençant ainsi le cycle de l’excavation et propulsant en aval du glacier une masse de débris rocheux.

## Sources
- (it) Cet article est partiellement ou en totalité issu de l’article de Wikipédia en italien intitulé « Escavazione glaciale » (voir la liste des auteurs).